# Space Panic
Space Panic est un jeu vidéo créé par la société Universal, sorti en 1980 sur borne d'arcade. Le jeu a été adapté sur la console ColecoVision en 1983.
Le jeu est crédité pour avoir inauguré le genre plates-formes,. Le joueur contrôle un astronaute dans un décor représenté de profil formant un réseau de plates-formes reliées par des échelles : le personnage doit piéger des aliens en creusant des trous dans le sol. À la différence de Donkey Kong (1981), le personnage n'a pas la possibilité de sauter.